# كليفلاند تايلور
كليفلاند تايلور (بالإنجليزية: Cleveland Taylor)‏ (9 سبتمبر 1983 بليستر في المملكة المتحدة - ) هو لاعب كرة قدم بريطاني في مركز جناح. شارك مع منتخب جامايكا لكرة القدم. أما مع النوادي، فقد لعب مع بولتون واندررز وسانت جونستون وسكونثورب يونايتد وغريمسبي تاون ونادي إكزتر سيتي ونادي برينتفورد ونادي بيرتن ألبيون ونادي كارلايل يونايتد ونادي سكاربورو ونادي هاروجيت تاون ونادي كوربي تاون.

## وصلات خارجية
- كليفلاند تايلور على موقع قاعدة بيانات كرة القدم.إي يو (الإنجليزية)
- كليفلاند تايلور على موقع Soccerbase.com (لاعب) (الإنجليزية)